# 김정진 (배우)
김정진(1993년 2월 7일 ~ )은 대한민국의 모델이자 배우이다.

## 출연 작품

### 드라마
- 2023년 쿠팡플레이 오리지널 드라마 《소년시대》 ... 양철홍 역
- 2024년 MBC 금토 드라마 《이토록 친밀한 배신자》 ... 최영민 역
- 2024년 JTBC 토일 드라마 《정숙한 세일즈》 ... 엄대근 역
- 2024년 KBS2 수목 드라마 《페이스 미》 ... 김선용 역
- 2025년 쿠팡플레이 오리지널 드라마 《뉴토피아》 ... 황경식 역

### 영화
- 2022년 영화 《크리스마스 캐럴》 ... 백영중 역

## 수상 및 후보
| 연도 | 시상식                          | 부문                       | 작품                                        | 결과 |
| ---- | ------------------------------- | -------------------------- | ------------------------------------------- | ---- |
| 2024 | 제10회 아시아태평양 스타 어워즈 | 남자 신인상                | 소년시대 이토록 친밀한 배신자 정숙한 세일즈 | 수상 |
| 2025 | 제61회 백상예술대상             | 방송 부문 남자 신인 연기상 | 이토록 친밀한 배신자                        | 후보 |